# آمیکاسین
آمیکاسین (به انگلیسی: Amikacin) داروی آنتی بیوتیکی از دسته ی آمینوگلیکوزید ها است که برای درمان عفونت های باکتریایی شامل عفونت های مفصلی، عفونت های داخل شکمی، مننژیت، سینه پهلو، سپسیس و عفونت های دستگاه ادراری استفاده می شود. همچنین برای درمان سل مقاوم استفاده می گردد.

## مکانیسم اثر
همه آمینوگلیکوزیدها با اتصال به ریبوزوم مانع سنتز پروتئین در باکتری می‌شوند.

## موارد مصرف
از این دارو در درمان برخی از عفونت‌های جدی مانند عفونت با باکتری گرم منفی به‌ویژه عفونت ادراری، سل، مننژیت (عفونت غشاهای اطراف مغز و نخاع)، سپسیس (عفونت خون)، شکم (ناحیه معده)، ریه، پوست، استخوان، مفاصل و واژینیت به کار برده می‌شود.

## منع مصرف
افرادی که حساسیت شدید به آمیکاسین یا دیگر آمینوگلیکوزیدها را دارند.
موارد احتیاط:
اختلال عملکرد کلیه
وزوز گوش
کاهش شنوایی در فرکانس‌های بالا
بیماری میاستنی گراو
بیماری پارکینسون
افت قند خون
نوزادان و شیرخواران
بیماران مسن

## عوارض دارویی
- کاهش شنوایی، وزوز گوش
- مسمومیت کلیه، نارسایی حاد کلیه، نفروز کلیه، نفریت بینابینی
- آسیب عصبی
- تهوع واستفراغ
- اسهال
- سردرد
- تب

عوارض جدی: 
راش، پوسته پوسته یا تاول زدن پوست، خارش، کهیر، تورم چشم، صورت، گلو ، زبان و لب، مشکل در تنفس یا بلع، خشونت صدا، اسهال شدید (مدفوع آبکی یا خونی) که ممکن است همراه یا بدون تب و گرفتگی معده ایجاد شود. (ممکن است تا 2 ماه یا بیشتر پس از درمان رخ دهد)

## تداخلات دارویی
مهمترین تداخلات دارویی آمیکاسین با داروهای مدر نظیر فوروزماید ، ااسپیرونولاکتون و تریامترن اچ است که میتوانند باعث افزایش سمیت کلیوی آمیکاسین شوند. همچنین مصرف سایر داروهای آمینوگلیکوزید نظیر جنتامایسین و توبرامایسین با آمیکاسین میتواند موجب افزایش سمیت آنها شود و خاصیت اتوتوکسیک آنها را افزایش میدهد.